# Tykes Water
Tykes Water ist ein Wasserlauf in Hertfordshire, England. Er entsteht aus zwei gleichnamigen Zuflüssen nördlich von Borehamwood. Der westliche Zufluss entsteht als Abfluss des Aldenham Reservoir (51° 38′ 58″ N, 0° 18′ 52″ W), der östliche Zufluss entsteht als Abfluss des Aberford Lake (51° 39′ 51″ N, 0° 16′ 45″ W) in Borehamwood. Der Wasserlauf und seine Zuflüsse fließen in nördlicher Richtung. Der Tykes Water mündet unter dem Namen The Brook in den River Colne.